# メーキュー
メーキュー株式会社（英: mekyu Co.Ltd.,）は、愛知県名古屋市守山区に本社を置く総合給食調理サービス会社。1960年12月に名古屋給食株式会社として創業する。

## 概要
一般企業の食事サービス学校・保育所の食事サービス
医療施設及び社会福祉施設の食事サービス
院外及び在宅配食サービス
各種イベント（慶弔時含む）の食事サービス
その他すべての食事サービスを行う。

## 沿革
- 1960年12月（昭和35年12月）名古屋市昭和区天池町にて名古屋給食株式会社として創業する。
- 1965年10月（昭和40年10月）名古屋市中区錦三丁目に本社を移転する。
- 1968年10月（昭和43年10月）豊川給食センターを開設する。
- 1973年10月（昭和48年10月）食材流通センターの機能を充実し、ナゴヤフード株式会社を設立する。
- 1977年 7月（昭和52年 7月）ナゴヤフード株式会社にて、夕食セットの販売を開始する。
- 1979年 4月（昭和54年 4月）日産3,000食能力の、ほのぼの弁当名南店を新築する。
- 1980年 5月（昭和55年 5月）調理機械器具の販売、メンテナンスを目的とし、株式会社厨房サービスを設立する。
- 1981年 8月（昭和56年 8月）日産4,000食能力の、ほのぼの弁当豊川店を新築する（旧豊川給食センター）。
- 1983年 9月（昭和58年 9月）名古屋市千種区小松町7丁目39番地に本社社屋完成。移転する。
- 1983年12月（昭和58年12月）本社1階に調理場を新設し、穂なみ事業部として営業を開始日産5,000食（高級仕出し出張パーティー部門および持ち帰り用、寿司、弁当の調整販売）
- 1984年 5月（昭和59年 5月）社名の変更を行い、メーキュー株式会社となる。
- 1986年10月（昭和61年10月）優良設備事業所として、厚生大臣賞を受賞する。
- 1993年 4月（平成5年 4月）名古屋市中学校スクールランチサービスを開始する。
- 1994年12月（平成6年12月）名南支店、穂なみ名南店を新築竣工する。
- 1999年 5月（平成11年 5月）在宅配食サービス事業を開始する。
- 2000年12月（平成12年12月）三河支店、穂なみ豊川店を新築竣工する。
- 2002年 5月（平成14年 5月）本社、穂なみ本店、三河支店、ナゴヤフード株式会社豊川営業所が、ISO14001の認証を取得する。
- 2004年 2月（平成16年 2月）メーキュー本社ならびにナゴヤフード株式会社本社が、ISO9001の認証を取得する。
- 2004年 8月（平成16年 8月）名北支店、名南支店がISO14001の認証を取得する。
- 2005年 4月（平成17年 4月）愛知県HACCP導入施設を穂なみ豊川店が認定取得。
- 2005年10月（平成17年10月）学校給食センター1施設目受託。
- 2010年 5月（平成22年 5月）従来からあるISO9001/2008とISO14001/2004を統合し、IMSにて運用を始める。
- 2012年 4月（平成24年 4月）春の褒章　当社代表取締役 山本裕康が藍綬褒章受章。
- 2017年 5月（平成29年 5月）愛知県名古屋市守山区大字下志段味字池田810番地に本社屋完成。移転する。
- 2018年 5月（平成30年 5月）公益社団法人日本メディカル給食協会の第8代会長に代表取締役 山本裕康が就任する。
- 2019年 9月（令和元年 9月）資本金変更（6,000万円⇒5,000万円）。
- 2020年 5月（令和2年 5月）組織変更（エリア制⇒事業部制）。
- 2020年 9月（令和2年 9月）新会社「メーキューＨＲ株式会社」設立。
- 2020年 12月（令和2年 12月）創立60周年を迎える。
- 2024年 5月 (令和6年 5月）名古屋市発注の公立中学校向け給食事業の入札で談合したとして、公正取引委員会から、独禁法違反（不当な取引制限）で、同業社5社と共に、計約３億９０００万円の課徴金納付を命じられる。[3]

## 事業所
- 穂なみ本店 〒463-0003  愛知県名古屋市守山区下志段味3丁目2302番地
- 穂なみ名北店  〒462-0011  愛知県名古屋市北区五反田町176番地
- 豊川営業所  〒442-0877  愛知県豊川市下野川町二丁目70番地2　ミライエ101号室

## 関連会社
- ナゴヤフード株式会社（業務用食材事業）
  - 〒457-0825 愛知県名古屋市南区堤起町1丁目51番地
- 株式会社厨房サービス（厨房の設計施工メンテナンスサービス等）
  - 〒478-0053 愛知県知多市清水が丘1丁目1407番地